# Valent Sinković
Valent Sinković (ur. 2 sierpnia 1988 w Zagrzebiu) – chorwacki wioślarz, dwukrotny medalista igrzysk olimpijskich, sześciokrotny mistrz świata, czterokrotny mistrz Europy.
Jest starszym bratem Martina.

## Igrzyska olimpijskie
Na igrzyskach olimpijskich zadebiutował w 2012 roku w Londynie. Wystąpił w czwórce podwójnej raze z Davidem Šainem, Damirem Martinem i swoim bratem Martinem Sinkoviciem, zdobywając srebrny medal, tracąc do Niemców 2,3 sekundy. Cztery lata później w Rio de Janeiro zdobył złoto w rywalizacji dwójek podwójnych wraz z Martinem Sinkoviciem, wyprzedzając na mecie reprezentację Litwy i Norwegii.

## Osiągnięcia
| Rok  | Impreza                     | Miejsce                  | Konkurencja         | Lokata      |
| ---- | --------------------------- | ------------------------ | ------------------- | ----------- |
| 2005 | Mistrzostwa świata juniorów | Brandenburg an der Havel | jedynka             | 7. miejsce  |
| 2006 | Mistrzostwa świata juniorów | Amsterdam                | dwójka podwójna     | 2. miejsce  |
| 2007 | Mistrzostwa świata U-23     | Glasgow                  | dwójka podwójna     | 4. miejsce  |
| 2007 | Mistrzostwa świata          | Monachium                | czwórka podwójna    | 17. miejsce |
| 2008 | Mistrzostwa Europy          | Ateny                    | dwójka podwójna     | 5. miejsce  |
| 2009 | Mistrzostwa świata U-23     | Račice                   | czwórka podwójna    | 1. miejsce  |
| 2009 | Mistrzostwa świata          | Poznań                   | czwórka podwójna    | 4. miejsce  |
| 2010 | Mistrzostwa Europy          | Montemor-o-Velho         | czwórka podwójna    | 2. miejsce  |
| 2010 | Mistrzostwa Świata          | Hamilton                 | czwórka podwójna    | 1. miejsce  |
| 2011 | Mistrzostwa Świata          | Bled                     | czwórka podwójna    | 3. miejsce  |
| 2012 | Mistrzostwa Europy          | Varese                   | dwójka podwójna     | 1. miejsce  |
| 2012 | Igrzyska olimpijskie        | Londyn                   | czwórka podwójna    | 2. miejsce  |
| 2013 | Mistrzostwa Europy          | Sewilla                  | czwórka podwójna    | 6. miejsce  |
| 2013 | Mistrzostwa świata          | Chungju                  | czwórka podwójna    | 1. miejsce  |
| 2014 | Mistrzostwa świata          | Amsterdam                | dwójka podwójna     | 1. miejsce  |
| 2015 | Mistrzostwa świata          | Aiguebelette-le-Lac      | dwójka podwójna     | 1. miejsce  |
| 2016 | Mistrzostwa Europy          | Brandenburg an der Havel | dwójka podwójna     | 1. miejsce  |
| 2016 | Igrzyska olimpijskie        | Rio de Janeiro           | dwójka podwójna     | 1. miejsce  |
| 2017 | Mistrzostwa świata          | Sarasota                 | dwójka bez sternika | 2. miejsce  |
| 2018 | Mistrzostwa Europy          | Glasgow                  | dwójka bez sternika | 1. miejsce  |
| 2018 | Mistrzostwa świata          | Płowdiw                  | dwójka bez sternika | 1. miejsce  |
| 2019 | Mistrzostwa Europy          | Lucerna                  | dwójka bez sternika | 1. miejsce  |
| 2019 | Mistrzostwa świata          | Ottensheim               | dwójka bez sternika | 1. miejsce  |

## Odznaczenia
- Order Księcia Branimira (2016)[3]